# Бенуа Олександр Миколайович
Олександр Миколайович Бенуа́ (рос. Александр Николаевич Бенуа, фр. Alexandre Benois; * 21 квітня (3 травня) 1870, Санкт-Петербург— † 9 лютого 1960, Париж) — російський та французький художник, історик мистецтва, художній критик, один із засновників об'єднання «Світ мистецтва». Син архітектора Миколи Бенуа та двоюрідний брат генерального хорунжого Української Держави Олександра Бенуа.

## Початок біографії, пошуки

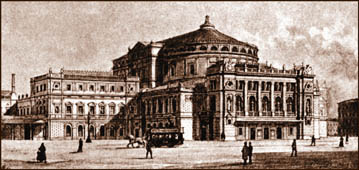
Район Петербурга, де мешкала родина Бенуа. Будинок родини зберігся.

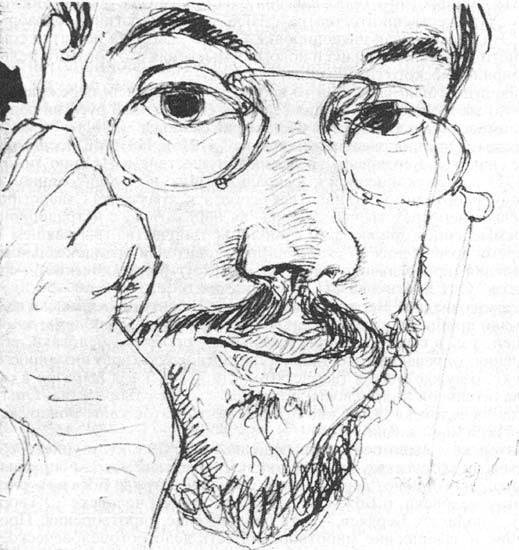
О. М. Бенуа. Автопортрет, малюнок 1893 р.

Олександр Бенуа народився 21 квітня (3 травня) 1870 року в Санкт-Петербурзі, в родині російського архітектора Миколи Леонтійовича Бенуа і Камілли Альбертівни Бенуа (до шлюбу Кавос). Юнаком навчався в Петербурзькому університеті у 1890—1894 роках на юридичному факультеті. Але атмосфера багатого столичного дому, де поважали мистецтво в різних його різновидах (від архітектури до графіки) перенаправила його на шлях власної творчості. Олександр добре опанував техніку акварелі і привіз з Франції низку власних робіт на теми Версаля 17 століття і «Останніх прогулянок короля Луї XIV». Якийсь час вчився в Академії мистецтв, також займався образотворчим мистецтвом самостійно і під керівництвом старшого брата Альберта. Родина була двомовною, тут добре знали російську і французьку. Тому подорожі до Парижу не були великою мовною перешкодою. Пізніше, коли Олександр Бенуа вирішив емігрувати з країни, що потопала у варварстві, перебування у Франції стало як повернення на свою історичну батьківщину.

## Університет і служба у княгині Тєнішевої
В пору юнацьких пошуків Олександр Бенуа став студентом Імператорського Петербурзького університету. Він прослухав увесь курс, де навчався на юридичному факультеті. Але юриспруденція його не приваблювала. На 1894 рік прийшлося декілька важливих подій в житті Олександра Бенуа — він здав державний іспит в університеті, надав матеріали про російських художників мистецтвознавцю з Німеччини Ріхарду Мутеру, що і вийшли з друку 1894 року, одружився.
Шлюб примусив художника шукати самостійні джерела прибутку. Несподіванкою була пропозиція княгині Тєнішової (1867—1928) стати охоронцем її мистецьких збірок, піти до неї в приватну службу. Оскільки головну частину мистецьких збірок ще належало зібрати, Бенуа прийняв пропозицію і відбув у відрядження в Париж. Він купував твори мистецтва для збірки княгині, водночас займався самоосвітою. Перебування за кордоном також сприяло усвідомленню себе як художника.

## Бенуа і видання «Світ мистецтва»
У 1894 році почав свою кар'єру теоретика і історика мистецтва, написавши розділ про російських художників для німецької збірки «Історія живопису XIX століття». У 1896—1898 і 1905—1907 рр. працював у Франції. Став одним з організаторів і ідеологів художнього об'єднання «Світ мистецтва», брав участь в новому мистецькому виданні, що мав ту ж назву журнал «Світ мистецтва». Заснування журналу відбулося без Бенуа, процесом керував Дягілєв Сергій Павлович, що заручився коштами княгині Тєнішової та московського мецената Савви Мамонтова. На короткий термін видання призупинилося, на що вплинули розчарування меценатки Тєнішової і зловмисне банкрутство Мамонтова. На допомогу, аби врятувати видання, прийшов впливовий художник Сєров Валентин Олександрович, що поклопотався про надання журналу державної підтримки.

## Мистецтвознавець і художник. Пошуки

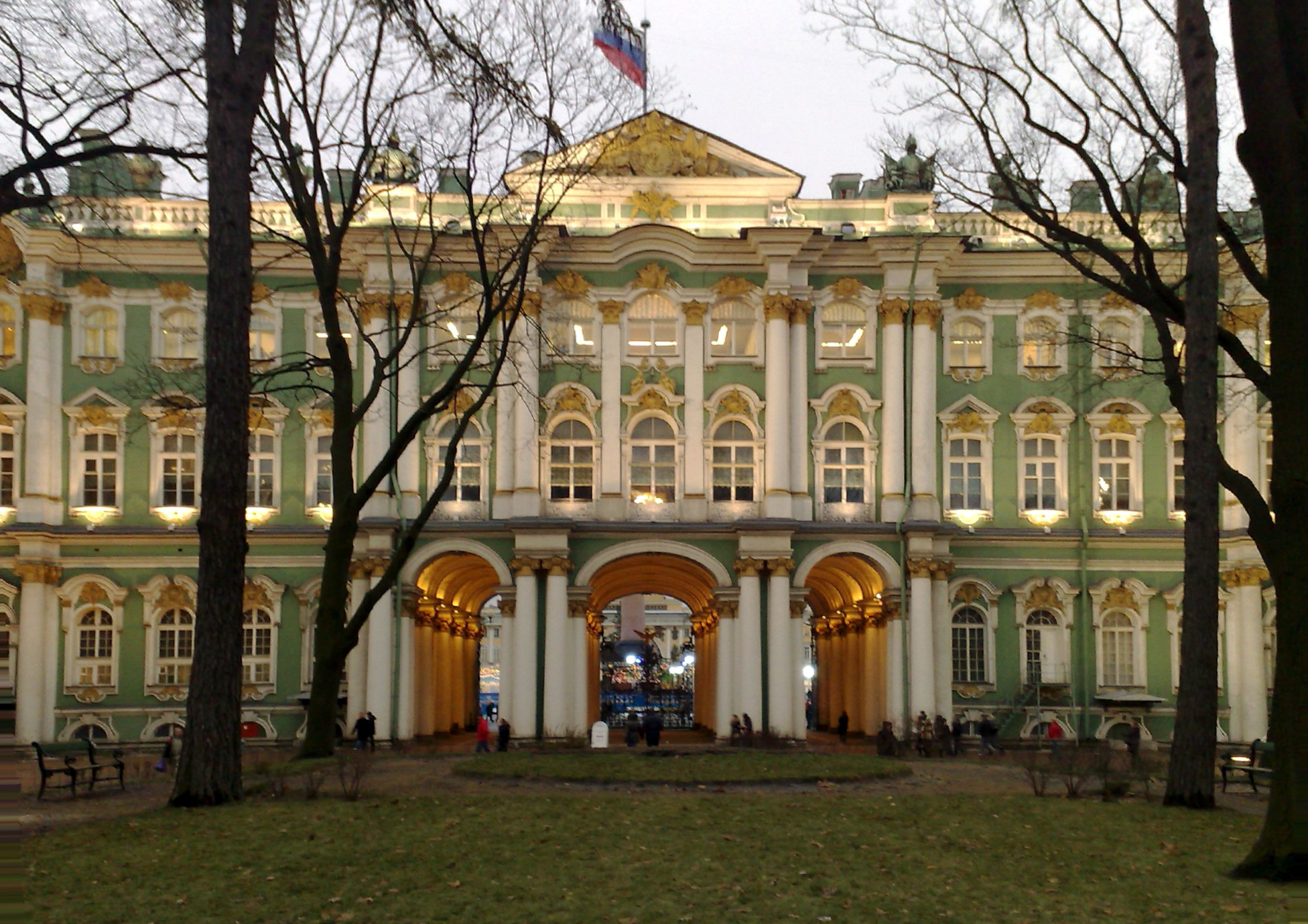
Зимовий палац в Петербурзі.

Початок 20 століття взагалі став важливим етапом в творчості майстра, в його пошуках. Бенуа остаточно захопила історична тема, яка чітко поділилася на зацікавленість до Франції доби короля Луї XIV та до Петербурга доби 18 століття. Він двічі звертався до версальської серії — у 1897 та у 1905—1906 роках. І довго малював краєвиди парку в роки життя у Франції.
Його гуртку належить честь повернення приязні до історії Петербурга і його архітектурного і художнього образу попри офіциоз, державницьку холодність і сплюндрованість у 19 столітті. Саме тому темами багатьох робіт Бенуа стають уславлені сторінки історії та куточки міста 18 століття, його парки і ні на що не схожі палаци, пишний побут доби бароко і класицизму, архітектурні шедеври геніальних будівничих.

## Театральний художник. Пошуки

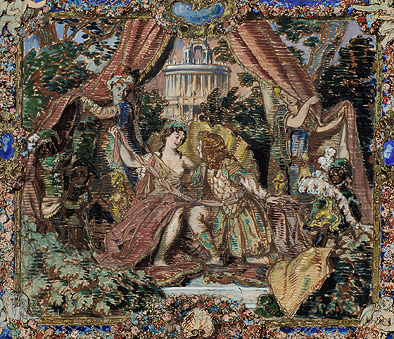
Ескіз «Гобелен» до балету «Павільйон Арміди»

Саме на початку 20 століття Бенуа звернувся до театру. У 1902 році він виступив сценографом опери Р. Вагнера «Загибель богів». І ці пошуки теж не були даремними. В історію мистецтв Олександр Бенуа увійде як один з талановитіших сценографів 20 століття.
Навіть ескізи декорацій до балету Н. Черепніна «Павільйон Арміди» стануть явищем в мистецтві і раритетами, гордістю музеїв. А Бенуа працював в театрі десятиліттями, надзвичайно збагативши театрально-декораційне мистецтво 20 століття.

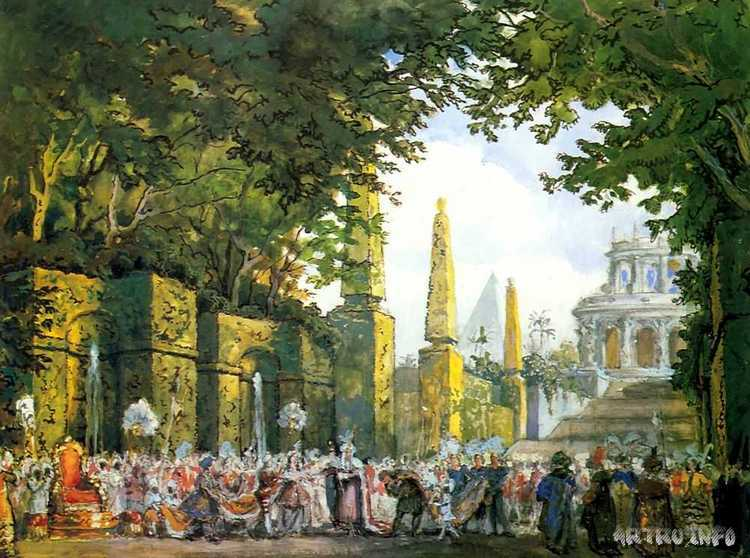
«Павільйон Арміди», ексіз
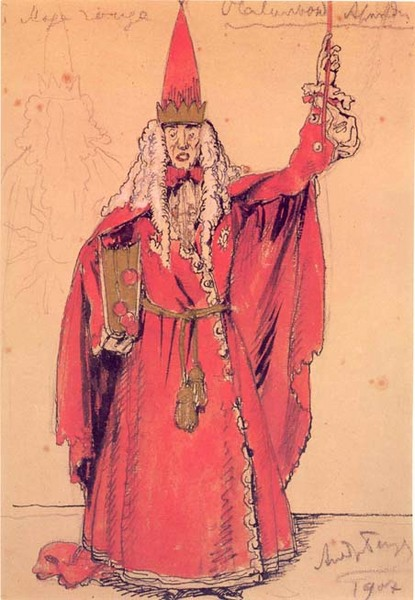
Ескіз театрального костюму Червоного мага, 1907 р.
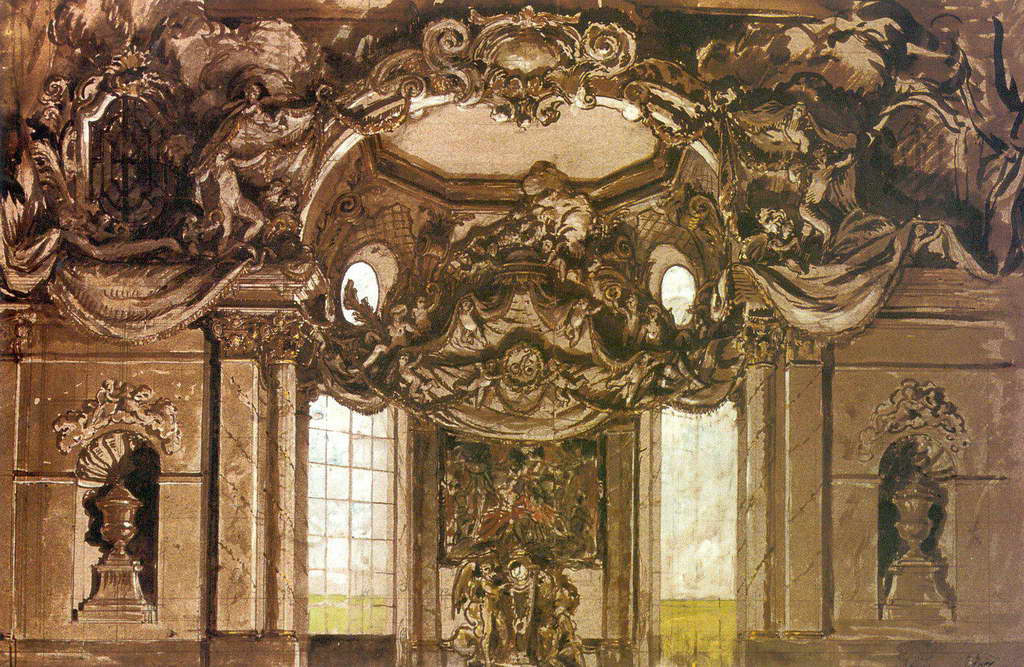
«Павільйон Арміди», ексіз

Олександр Бенуа в емірантський період працюватиме в Гранд Опера (Опера Гарньє) в Парижі і в Ла Скала в Мілані. І це вищий щабель його художніх пошуків і мистецьких досягнень.

## Різноплановий художник. Пошуки
У 1916—1918 роках художником були створені ілюстрації до поеми О. С. Пушкіна «Мідний вершник» в трьох варіантах. Мала успіх і книга «Абетка в картинах Олександра Бенуа» 1905 року.
1918 року Бенуа очолив Картинну галерею Ермітажу, видав її новий каталог. Продовжував роботу як книжковий і театральний художник, зокрема працював над декораціями до вистав Великого драматичного театру (БДТ). У 1925 році взяв участь в Міжнародній виставці сучасних декоративних і промислових мистецтв в Парижі.

## Пошуки себе і свого місця у 20 столітті
У 1926 році Бенуа залишив СРСР, не повернувшись із закордонного відрядження.
У СРСР не вітали емігрантів, тому значна кількість архівних документів не оприлюднена досі. В повній мірі це стосується і художника, а не політичного діяча, нічим не небезпечного для країни, Олександра Бенуа. Не політичний і не державний діяч, Бенуа десятиліттями замовчувався. Досі не передруковані його «Художні листи», що писав митець у 1908—1917 роках і які друкувала відома газета тої доби «Речь». Його листи в книзі «Олександр Бенуа в роздумах» були порізані радянською цензурою і передруковані неповними. Фонд (неповний архів) Олександра Бенуа у відділі рукописів Державного Російського музею залишається практично недоступним для науковців. Багато документів розсіяно по різним державним установам і приватним архівам, що надзвичайно утруднює вивчення творчості і біографії митця. Почався наш довгий шлях пошуків до Бенуа Олександра Миколайовича, якого в достатньому обсязі ще не знає ніхто.
Доживав в Парижі, працював в основному над ескізами театральних декорацій і костюмів. Олександр Бенуа зіграв значну роль в постановках балетної антепрізи Дягілєва Сергія Павловича Ballet Russes, як художник і автор — постановник вистав.

## Смерть
Бенуа Олександр Миколайович помер 9 лютого 1960 р. в Парижі.

## Олександр Бенуа і Крим
У 1915 р. Олександр Бенуа приїхав у Південно-східний Крим в місто Судак. Гроші дозволяли і він придбав ділянку землі, де побудував власну дачу «Капсель». Замальовки в техніці акварель та темпера зберігають нині різні музеї Росії. Чотири пейзажі Бенуа зберігає і музей Воронцовський палац в місті Алупка.

## Музей родини Бенуа

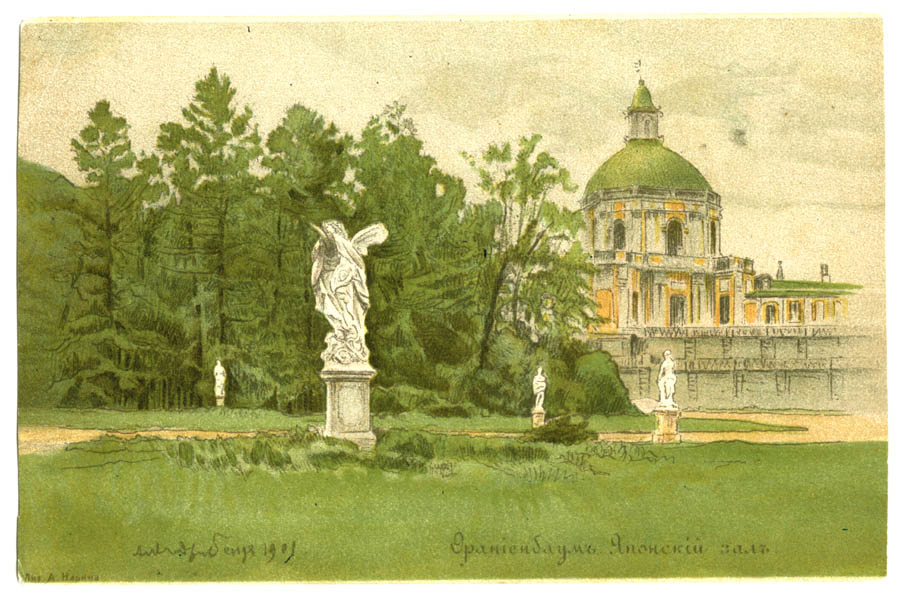
Бенуа О. М. «Японський павільйон та скульптура „Зефір“», 1901 р., Оранієнбаум

Помітні зрушення у ставленні до Бенуа Олександра Миколайовича прийшли на початку 1990-х рр. В місті Старий Петергоф відкрито музей родини Бенуа, де серед представників уславленої родини облаштували і залу, присвячену тільки йому. Після усвідомлення, що той назавжди емігрував з більшовицької Росії, його неповний архів і картини передали в Російський музей, а особисті речі і меблі розпродали з аукціону.
В музеї родини Бенуа зроблена реконструкція кабінету Олександра Миколайовича на основі речей тої доби і меморіальних речей з різних джерел. Серед експонатів — посмертна маска обличчя художника.

## Друковані твори
- Русская школа живописи, СПБ, 1904;
- Художественные письма, газета «Речь», ноябрь 1908 — февраль 1917;
- Царское село в царствование императрицы Елизаветы Петровны, СПБ, 1910;
- История живописи всех времён и народов, т. 1-4, СПБ, 1912-17 (не окончена);
- Возникновение «Мира искусства», Л., 1928;
- Жизнь художника. Воспоминания, т. 1-2, Нью-Йорк, 1955;
- Александр Бенуа размышляет… (статьи и письма 1917—1960 г.), М., 1968; Memoirs, v. 1-2, L., 1960-64.
- А. Бенуа, Мои воспоминания. В пяти книгах. т.1 и т.2. Изд. второе, доп. М., Изд. «Наука» 1990.

### Вибрані картини
- Серія «Останні прогулянки короля Луї XIV», 1898
- Карнавал на річці Фонтанка
- Базель. Набережна Рей у дошовий день, 1902
- Військовий парад часів імператора Павла, 1907
- Італійська комедія, 1907
- Петергоф. Великий каскад, 1917
- Петергоф. Квітник під Великим палацом, 1918

## Обрані твори (галерея)

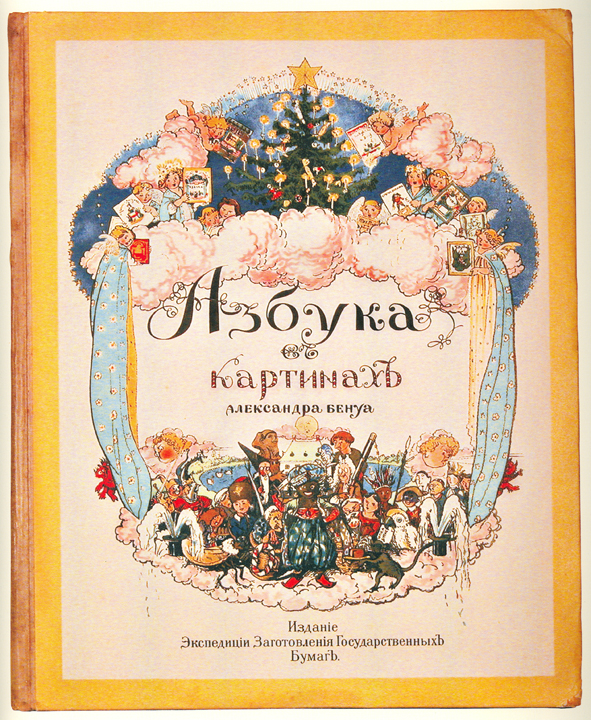
Бенуа О. М. «Абетка в картинках», обкладинка видання 1904 р.
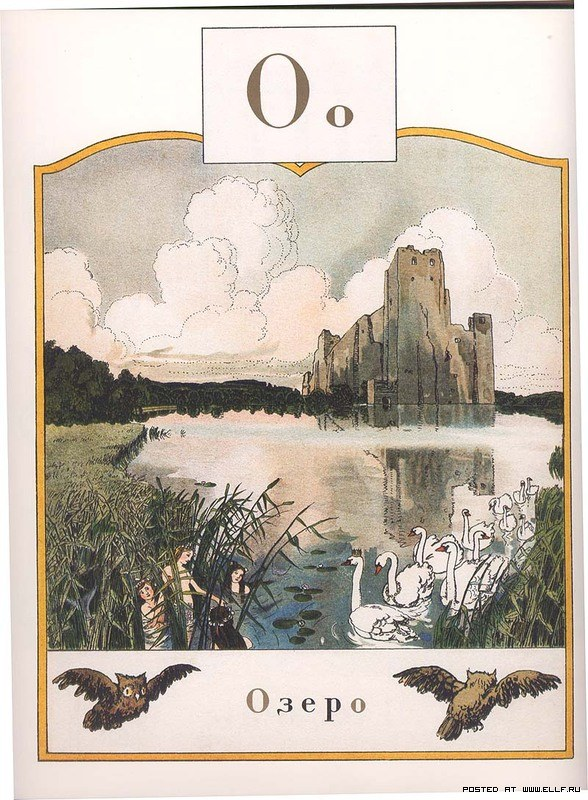
Бенуа О. М. «Абетка в картинках», літера О.
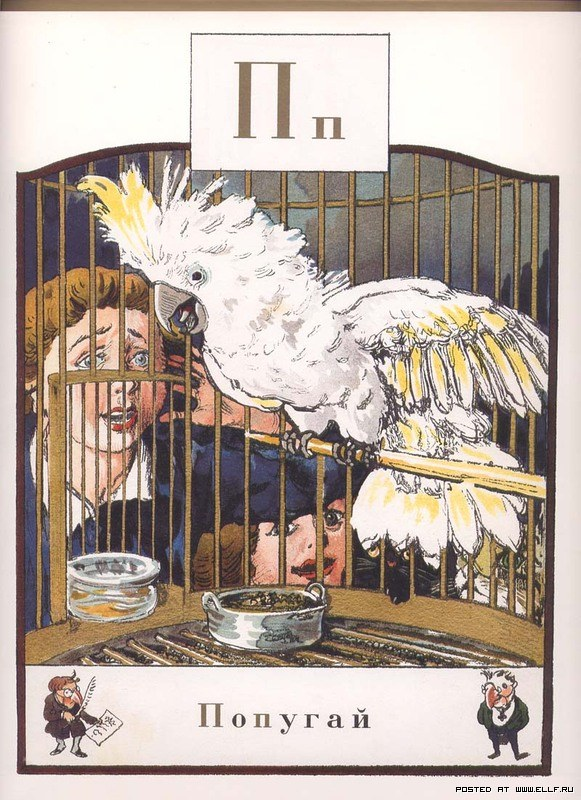
Бенуа О. М. «Абетка в картинках», літера П.
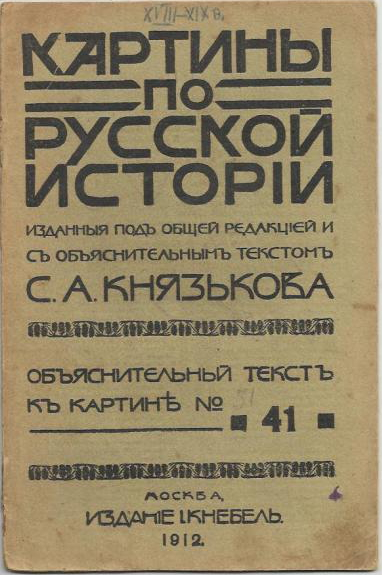
Бенуа О. М., обкладинка видання 1912 р.